# Landkreis Nienburg/Weser
Landkreis Nienburg är ett distrikt (Landkreis) i det tyska förbundslandet Niedersachsen.

## Administrativ indelning
I förvaltningsrättslig mening finns i modern tid ingen skillnad mellan begreppet Stadt (stad) gentemot Gemeinde (kommun).

### Einheitsgemeinden
| - Nienburg/Weser (stad) | - Rehburg-Loccum (stad) | - Steyerberg |  |

### Samtgemeinde
| - Samtgemeinde Grafschaft Hoya - Samtgemeinde Heemsen | - Samtgemeinde Liebenau - Samtgemeinde Marklohe | - Samtgemeinde Mittelweser - Samtgemeinde Steimbke | - Samtgemeinde Uchte |